# Cerconeotes japonicus
Cerconeotes japonicus is een eenoogkreeftjessoort uit de familie van de Leptastacidae. De wetenschappelijke naam van de soort is voor het eerst geldig gepubliceerd in 1968 door ItôTat.